# Eotetranychus mandensis
Eotetranychus mandensis är en spindeldjursart som beskrevs av David C.M. Manson 1963. Eotetranychus mandensis ingår i släktet Eotetranychus och familjen Tetranychidae. Inga underarter finns listade i Catalogue of Life.